# 坂田昌亮
坂田 昌亮（さかた まさあき、1890年5月17日 - 1960年12月24日）は、日本の技術者、政治家。内務省技師、満州国交通部技監などを務めて土木行政に携わったのち、八代市長、荒尾市長を歴任、2つの地方工業都市の首長を務め、戦後の復興に尽力した。

## 経歴
熊本県八代郡八代町（現在の八代市）出身。1913年（大正2年）、東京帝国大学工科大学土木工学科を卒業。
大学卒業後、内務省土木局の技師となり、1917年（大正6年）、最上川改修、酒田築港の任に当たった。
1937年（昭和12年）より、満州国へ赴任、道路司長、技監として哈大道路の建設など、道路行政に携わった。1943年（昭和18年）に本土に引き上げ、神戸市技監兼港湾局長を務めた。
1947年（昭和22年）、公選初の八代市長に選出された。都市計画など市の戦後復興に努めたが、2期目続投を目指した市長選で落選した。
1952年（昭和27年）、荒尾市長に選出された。市の労働会館、運動公園、道路網の整備などを行い、戦災によって荒廃した炭鉱都市の復興に努めた。3期目の任期中に死去。

## 著書
中村左衛門太郎; 坂田昌亮『熊本の治水策;水害と白川改修の方策』熊本日日新聞社、1953年。 NCID BA48124196。